# Marcus Valerius Iunianus
Marcus Valerius Iunianus war ein im 2. Jahrhundert n. Chr. lebender römischer Politiker.
Iunianus war ein Arvalbruder. Durch ein Militärdiplom, das auf den 7. August 143 datiert ist, ist nachgewiesen, dass er 143 zusammen mit Quintus Iunius Calamus Suffektkonsul war. Die beiden traten ihr Amt vermutlich am 1. Juli an.